# SoulO
SoulO är ett album med Nick Lachey från 2003. Det är hans första album som soloartist sen han lämnade pojkbandet 98 Degrees.

## Låtlista
1. Shut Up
2. Let Go
3. This I Swear (ledmotiv till MTV TV-serien Newlyweds: Nick and Jessica
4. Could You Love
5. Carry on
6. You're the Only Place
7. Can't Stop Loving You
8. Edge of Eternity
9. It's Alright
10. I Fall in Love Again
11. Open Your Eyes
12. On And on
13. Think I'm Losing You (Japansk bonuslåt)
14. Uh Huh (Yeah Yeah) (Japansk bonuslåt)

## Singlar
- Shut Up
- This I Swear